# Giulio Pinali
Giulio Pinali (Bologna, 2 aprile 1997) è un pallavolista italiano, opposto del Cuneo.

## Carriera

### Club
Inizia a giocare nella stagione 2013-14 nelle giovanili della Zinella Bologna, restandovi per due annate. Nel campionato 2015-16 passa al Modena, dove disputa i campionati giovanili, ottenendo la vittoria nella Junior League, dove viene premiato anche come miglior schiacciatore, e l’argento ai campionati under 19.
Nella stagione 2016-17 fa il suo esordio in Superlega con la prima squadra, con cui conquista la Supercoppa italiana 2018: dopo quattro annate con gli emiliani, per il campionato 2020-21 si accasa alla Porto Robur Costa, mentre in quella successiva è alla Trentino, con cui vince la Supercoppa italiana 2021.
Per il campionato 2022-23 veste la maglia dell'Emma Villas, per poi firmare per l'annata 2023-24 con il Modena, sempre in Superlega, mentre per la stagione 2024-25 scende in serie cadetta, ingaggiato dal Cuneo, con cui conquista la promozione in Superlega e la Supercoppa di categoria dove viene anche eletto miglior giocatore del torneo.

### Nazionale
Fa parte delle nazionali under 20 e under 21, disputando il campionato europeo under 20 2016 e il campionato mondiale under 21 2017.
Nel 2019 entra a far parte della nazionale maggiore, disputando la Volleyball Nations League e conquistando la medaglia d'oro alla XXX Universiade. Dopo aver conquistato la medaglia d'oro al campionato europeo 2021, si aggiudica un altro oro al campionato mondiale 2022.

## Palmarès

### Club
- Supercoppa italiana: 2

2018, 2021
- Supercoppa italiana di Serie A2: 1

2025

### Nazionale (competizioni minori)
- Giochi del Mediterraneo 2018
- Universiadi 2019

### Premi individuali
- 2025 - Supercoppa italiana di Serie A2: MVP